# Mailand Oszkár
Mailand Oszkár (Algyógy, 1858. június 29. – Déva, 1924. november 30.) erdélyi magyar etnográfus.

## Élete
Középiskolai tanulmányait Szászvároson, Gyulafehérvárt, Déván és Nagyszebenben végezte (1877), német nyelv és irodalom szakos tanári diplomát Kolozsvárt szerzett (1883). Előbb Sepsiszentgyörgyön tanár, majd Déván a reáliskola igazgatója. Egy évig Párizsban a romanisztikát tanulmányozta (1885-86), hazatérve a román nyelvet is tanította. Cikkei, tanulmányai, közlései a Kolozsvár, Magyar Polgár, Összehasonlító Irodalomtörténelmi Lapok című kolozsvári lapokban s a budapesti Századok, Ethnographia hasábjain jelentek meg. 1888-ban a Kisfaludy Társaság megbízásából bejárta a Hunyad megyei Erdőhátságot, s gazdag román népköltészeti anyagot gyűjtött. A Hunyad megyei Történelmi és Régészeti Társaság titkára (1889-92).
Néprajzi gyűjtésének különleges értéke, hogy retusálás nélkül jegyzett s összehasonlításokkal mutatta ki a román-magyar paraszti együttélés törvényszerűségeit. Néprajzi adatai a Kisfaludy Társaság Évlapjaiban, a Magyar Népköltési Gyűjtemény c. sorozatban és több mint fél századdal holta után egy bukaresti könyvkiadónál jelentek meg; a kötet bevezetője így jellemzi a kutatót: „Nemcsak közel állott a román folklórhoz, nem is csak annak híve, hanem gyűjtője, fordítója, kutatója és feldolgozója is szép és gazdag munkásságával.”

## Művei
Főbb munkái:
- Az oláh népköltészet fő jellemvonásai (Kisfaludy Társaság Évlapjai, Bp. 1890)
- Újabb adatok az oláh nép költészetéhez (KisfTÉ Bp. 1891)
- Az oláh néphit és népköltészet jellemző vonásai (KisfTÉ Bp. 1898)
- Székelyföldi gyűjtés (Bp. 1905)
- Poezii populare românești din Transilvania (1981)